# Saison 2009-2010 de l'Élan sportif chalonnais
Saison 2009-2010 de l'Élan chalon en Pro A, avec une douzième place pour sa quatorzième saison dans l'élite.

## Effectifs
| Numéro | Nom                   | Taille | Nationalité | Poste |
| 4      | Blake Schilb          | 2,01 m |             | 3/4   |
| 5      | Philippe Braud        | 1,93 m |             | 2     |
| 6      | Pape Beye             | 2,04 m |             | 4     |
| 7      | Terrell Everett       | 1,93 m |             | 1     |
| 8      | Nicolas Lang          | 1,96 m |             | 1/2   |
| 9      | Johnatan Hoyaux       | 1,92 m |             | 2     |
| 9      | Jordan Aboudou        | 1,96 m |             | 3     |
| 10     | Stéphane Risacher     | 2,03 m |             | 3     |
| 11     | Brian Boddicker       | 2,05 m |             | 4     |
| 12     | Jerome Tillman        | 1,98 m |             | 5     |
| 13     | Jérôme Schmitt        | 2,06 m |             | 5     |
| 14     | Ricky Soliver         | 1,90 m |             | 1/2   |
| 15     | Joffrey Lauvergne     | 2,07 m |             | 3/4   |
| 16     | Brice Vinson          | 1,88 m |             | 1     |
| 17     | Taj Gray              | 2,02 m |             | 4     |
| 20     | Maxime Zianveni       | 1,98 m |             | 4     |
| ..     | Clint Ndumba-Capela   | 2,01 m |             | 4     |
| ..     | Billy Yakuba Ouattara | 1,90 m |             | 2/3   |
| ..     | Julien Petiteau       | 1,85 m |             | 1/2   |

Joueur coupé
- Drew Neitzel, 1,80 m,
- Marcellus Sommerville, 2,01 m,

## Matchs

### Matchs amicaux
Avant saison
- Paris-Levallois / Chalon-sur-Saône : 87-93 (Tournoi d'Alfortville)
- Chalon-sur-Saône / Le Mans : 88-67 (Ain Star Game à Bourg-en-Bresse)

### Championnat

#### Matchs aller
- Chalon-sur-Saône / Orléans : 81–87
- Gravelines Dunkerque / Chalon-sur-Saône : 83–82
- Chalon-sur-Saône / Poitiers : 74–81
- Nancy / Chalon-sur-Saône : 88–74
- Chalon-sur-Saône / Paris-Levallois : 91–75
- Strasbourg / Chalon-sur-Saône : 105–90
- Le Mans  / Chalon-sur-Saône : 76–70
- Chalon-sur-Saône / Rouen : 90–69
- Le Havre / Chalon-sur-Saône : 68–66
- Chalon-sur-Saône / Lyon-Villeurbanne : 76–77
- Hyères-Toulon / Chalon-sur-Saône : 75–70
- Chalon-sur-Saône / Cholet : 70–78
- Vichy / Chalon-sur-Saône : 91–58
- Chalon-sur-Saône / Dijon : 90–68
- Roanne / Chalon-sur-Saône : 93–87

#### Matchs retour
- Chalon-sur-Saône / Gravelines-Dunkerque : 75–82
- Poitiers / Chalon-sur-Saône : 53–59
- Chalon-sur-Saône / Nancy : 92–74
- Paris-Levallois / Chalon-sur-Saône : 88–92
- Chalon-sur-Saône / Strasbourg : 87–67
- Chalon-sur-Saône / Le Mans : 64–97
- Rouen / Chalon-sur-Saône : 83–71
- Chalon-sur-Saône / Le Havre : 99–76
- Lyon-Villeurbanne / Chalon-sur-Saône : 60–65
- Chalon-sur-Saône / Hyères-Toulon : 91–80
- Cholet / Chalon-sur-Saône : 85–58
- Chalon-sur-Saône / Vichy : 83–74
- Dijon / Chalon-sur-Saône : 76–83
- Chalon-sur-Saône / Roanne : 74–97
- Orléans / Chalon-sur-Saône : 106–81

Extrait du classement de Pro A 2009-2010